# Institut Nazareth et Louis-Braille
L’Institut Nazareth et Louis-Braille est un centre de réadaptation québécois au service des personnes ayant une perte de vision partielle ou totale. Il offre des services de réadaptation aux personnes qui résident à Montréal, en Montérégie ou à Laval. Son siège social est situé au 1111, rue Saint-Charles Ouest à Longueuil.

## Histoire
En 1861, Benjamin-Victor Rousselot, et les Sœurs grises créent l'Asile Nazareth, institution d'hébergement offrant, entre autres, une éducation aux aveugles. L'Asile Nazareth est logé dans un édifice construit aux frais de M. Rousselot sur la rue Sainte-Catherine à Montréal.  
Il fusionne avec l'Institut Louis-Braille en 1975.

L'institut Nazareth
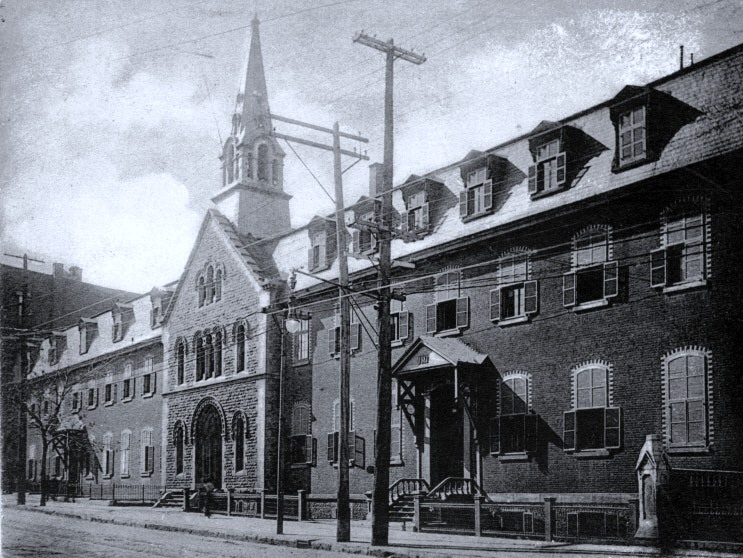
L'institut Nazareth pour les jeunes aveugles, Montréal, vers 1910. Il se trouvait sur le terrain de l'actuelle Place-des-Arts
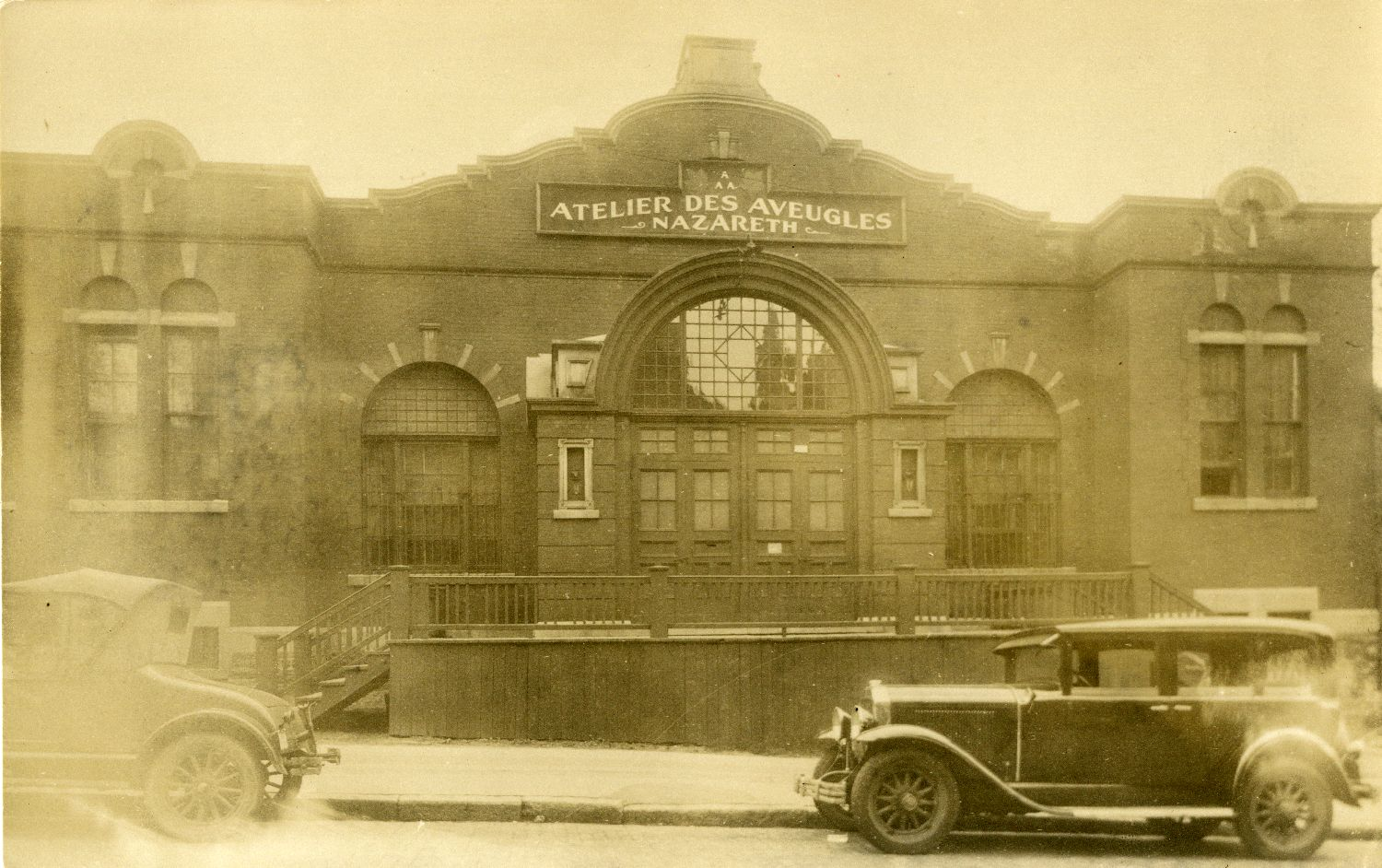
Les locaux de l'Institut Nazareth, avec l'« atelier des aveugles », vers 1920